# Persona 4: Dancing All Night
Persona 4: Dancing All Night (ペルソナ4　ダンシング・オールナイト Perusona Fō: Danshingu Ōru Naito?) är ett kommande rytmspel med danstema som utvecklas i ett samarbete mellan Atlus-studion P Studio och Dingo, och som gavs ut av Atlus till Playstation Vita den 25 juni 2015 i Japan. Det planeras även ges ut av Atlus den 29 september 2015[uppföljning saknas] i Nordamerika och av NIS America någon gång under tredje eller fjärde kvartalet 2015 i Europa.
Spelet är en spinoff från datorrollspelsserien Shin Megami Tensei: Persona, som i sin tur är en del av den större Megami Tensei-serien, och handlar om figurer från Shin Megami Tensei: Persona 4.

## Gameplay
Dancing All Night är ett rytmspel med danstema, i samma stil som Dingos andra rytmspelsserie Hatsune Miku: Project Diva.

### Musik
Spelet inkluderar remixer av musik från tidigare spel i serien, såsom "Pursuing My True Self", "Heaven", "Reach Out to the Truth" och "Time to Make History". Dessa görs av japanska artister såsom Tetsuya Komuro och Daisuke Asakura.

## Handling
Dancing All Night utspelar sig sex månader efter Persona 4. Rise Kujikawa har återvänt till underhållningsbranschen, och rykten säger att om man besöker en speciell webbsida vid midnatt och tittar på en speciell video kommer man att tas till "den andra sidan". Efter detta har medlemmar i idolgruppen Kanamin Kitchen börjat försvinna spårlöst. En av medlemmarna i gruppen är Kanami Mashita, som omnämndes i Rises Social Link i Persona 4.
Persona 4:s protagonist, Rise Kujikawa, Kanami Mashita, Yosuke Hanamura, Chie Satonaka, Kanji Tatsumi, Naoto Shirogane, Teddie, med flera, kämpar i spelet mot skuggor genom dans i en annan värld som kallas Midnight Stage ("Midnattsscenen").
Protagonistens kusin Nanako Dojima kommer att vara en central figur i handlingen, och kommer också att vara med och dansa; hon kommer dock inte själv att slåss mot skuggor.

## Utveckling
Persona 4: Dancing All Night tillkännagavs tillsammans med Persona Q: Shadow of the Labyrinth, Persona 5 och Playstation 3-versionen av Persona 4 Arena Ultimax på ett direktsänt Atlus-event den 24 november 2013. Spelet planerades ursprungligen släppas hösten 2014,[uppföljning saknas] men på Tokyo Game Show den 19 september 2014 tillkännagav Atlus att spelets släppdatum hade skjutits upp till år 2015.